# Sandra Anaya Villegas
Sandra Anaya Villegas (Cuernavaca, Morelos, 25 de febrero de 1976) es una política mexicana, integrante del partido Movimiento Regeneración Nacional (Morena). Es diputada federal para el periodo de 2024 a 2027.

## Biografía
Es licenciada en Derecho y cursa la maestría en Derecho con Orientación Terminal en Materia Civil, ambos por la Universidad Autónoma del Estado de Morelos. Laboró como apoderada legal del grupo restaurantero «Alicia Sons», y de 2001 a 2003 en la administración del municipio de Emiliano Zapata, Morelos.
En las elecciones estatales de 2021 fue candidata de la coalición de Morena-Partido Encuentro Social-Nueva Alianza a síndica del ayuntamiento de Cuernavaca en la plantilla encabezada por Jorge Argüelles Victorero; pero no lograron el triunfo, que correspondió a la planilla encabezada por José Luis Urióstegui Salgado, candidato del Partido Acción Nacional (PAN) y el Partido de la Revolución Democrática (PRD).
Tras ello, el 6 de septiembre de 2021 el gobernador de Morelos, Cuauhtémoc Blanco, la nombró como titular de la secretaría de Administración del estado, tras la renuncia al cargo de Mirna Zavala Zúñiga. En 2023, buscó la candidatura de Morena a la gubernatura de Morelos, que correspondió a Margarita González Saravia.
Renunció a la secretaría de Administración el 29 de febrero de 2024, para ser postulada candidata a de la coalición Sigamos Haciendo Historia a diputada federal por el Distrito 1 de Morelos. En las elecciones de ese año logra el triunfo para la LXVI Legislatura que tendrá término en 2027, al recibir el 46.54% de los votos, frente al 36.74% del candidato de la coalición Fuerza y Corazón por México, el exgobernador Sergio Estrada Cajigal. En la Cámara de Diputados es secretaria de la comisiones de Deporte; y, de Seguridad Ciudadana; así como integrante de la comisión de Energía.
En agosto de 2025 cobró notoridad en los medios de comunicación, al haber publicado en su cuenta de TikTok de un video mientras corria y hacía ejercicio en la Gran Muralla china, en medio de una continua polémica de varios miembros de su partido que habrían hecho públicas vacaciones en  destinos lejanos a México y que son considerados incongruentes con los principios de su movimiento político debido a su costo; tras las críticas por ello, borró dicho video de sus redes sociales.